# Casa în care a locuit arheologul Ion C. Suruceanu
Casa în care a locuit arheologul Ion C. Suruceanu în anii 70 ai sec. XIX este un monument istoric și de arhitectură de însemnătate națională din orașul Chișinău.

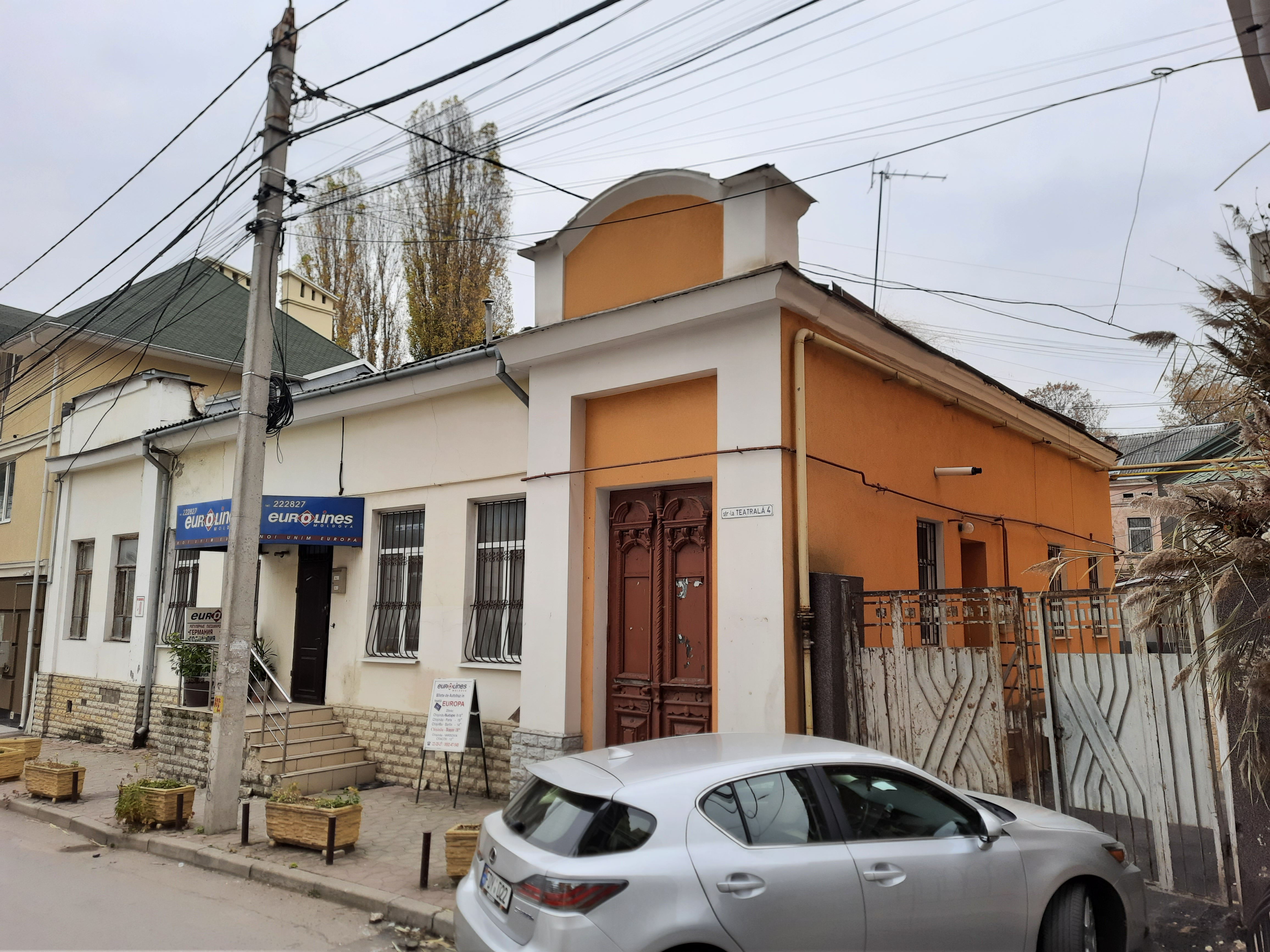
Clădirea aliniată străzii Teatrului

La strada Teatrului, 4 (în Registrul monumentelor Republicii Moldova ocrotite de stat este indicată str. Teatrului, 2) se află două clădiri cu statut de protecție. Cea aliniată străzii Teatrului nu este inclusă în Registrul național (doar cel la nivel local al municipiului Chișinău) și a fost construită la începutul secolului al XX-lea. Reprezintă o clădire într-un nivel, construită pe un plan rectangular, cu latura lungă aliniată străzii. Fațada are o compoziție asimetrică cu două rezalite laterale, inegale. Are opt axe: șapte de ferestre și unul de intrare, amplasat în rezalitul din dreapta. Intrarea are loc prin logia din rezalit, dominat de un atic în forma segmentului de cerc. Decorația plastică a dispărut în timpul renovărilor.
Casa în care, în anii 1870, a locuit arheologul Ion Casian Suruceanu se află mai adânc în curte. A fost construită în a doua jumătate a sec. al XIX-lea. Are un plan unghiular și este ridicată într-un nivel pe un soclu înalt, cu trepte exterioare de acces.